# Schweizer Cup (Fussball, Männer) 1973/74
Der 49. Schweizer Cup wurde vom 12. August 1973 bis zum 15. April 1974 ausgetragen. Titelverteidiger war der Verein FC Zürich.

## Der Modus
Es wurde im K.-o.-System gespielt. Im Fall eines Gleichstandes zum Ende der Verlängerung wurde das Spiel auf dem Platz der Gastmannschaft wiederholt. Das Finalspiel fand in Bern statt.

## 1/16-Finals
In den 1/16-Finals spielten erstmals die Mannschaften der Nationalliga A mit:
| Datum             |                           | Ergebnis |                         |
| ----------------- | ------------------------- | -------- | ----------------------- |
| 22.09.1973, 14:30 | FC Aarau                  | 1:2      | FC St. Gallen           |
|                   | ASI Audax-Friul Neuchâtel | 1:8      | Vevey-Sports            |
|                   | FC Biel-Bienne            | 1:2      | FC Basel                |
|                   | FC Bulle                  | 1:4      | FC Sion                 |
|                   | Central Fribourg          | 2:5      | FC Lausanne-Sport       |
|                   | FC Gossau                 | 0:1      | FC Chiasso              |
|                   | SCI Juventus Zürich       | 1:5      | FC Zürich               |
|                   | FC Köniz                  | 0:2      | Servette FC             |
|                   | FC Losone Sportiva        | 0:2      | Grasshopper Club Zürich |
|                   | FC Luzern                 | 2:1      | BSC Young Boys          |
|                   | FC Martigny-Sports        | 0:6      | Neuchâtel Xamax         |
|                   | Nordstern Basel           | 1:3      | FC La Chaux-de-Fonds    |
|                   | FC Tössfeld               | 2:3      | FC Winterthur           |
|                   | SC Zug                    | 3:7      | FC Lugano               |
| 23.09.1973, 14:30 | FC Frauenfeld             | 1:2      | FC Mendrisiostar        |
|                   | FC Montreux-Sports        | 0:3      | CS Chênois              |

## Achtelfinals
| Datum             |                         | Ergebnis  |                      |
| ----------------- | ----------------------- | --------- | -------------------- |
| 06.10.1973, 14:30 | CS Chênois              | 2:1       | FC Winterthur        |
|                   | Grasshopper Club Zürich | 3:1 n. V. | Vevey-Sports         |
|                   | Neuchâtel Xamax         | 2:0       | FC Chiasso           |
|                   | FC Lugano               | 0:0 n. V. | FC La Chaux-de-Fonds |
| 07.10.1973, 14:30 | FC Lausanne-Sport       | 4:0       | FC Luzern            |
|                   | FC Mendrisiostar        | 1:4       | FC Basel             |
|                   | FC Sion                 | 3:0       | Servette FC          |
|                   | FC Zürich               | 2:3       | FC St. Gallen        |

Wiederholungsspiel
| Datum             |                      | Ergebnis |           |
| ----------------- | -------------------- | -------- | --------- |
| 10.10.1973, 14:30 | FC La Chaux-de-Fonds | 0:2      | FC Lugano |

## Viertelfinals
Hin- und Rückspiele: 30. Oktober und 4. November 1973
|                         | Gesamt |               | Hinspiel | Rückspiel |
| ----------------------- | ------ | ------------- | -------- | --------- |
| Grasshopper Club Zürich | 2:2    | FC Lugano     | 1:0      | 1:2       |
| FC Lausanne-Sport       | 4:3    | FC St. Gallen | 3:1      | 1:2       |
| Neuchâtel Xamax         | 7:1    | CS Chênois    | 5:1      | 2:0       |
| FC Sion                 | 3:2    | FC Basel      | 1:0      | 2:2       |

## Halbfinals
Hin- und Rückspiele: 23. und 26. März 1974
|                 | Gesamt |                         | Hinspiel | Rückspiel |
| --------------- | ------ | ----------------------- | -------- | --------- |
| Neuchâtel Xamax | 1:1    | Grasshopper Club Zürich | 0:0      | 1:1       |
| FC Sion         | 1:1    | FC Lausanne-Sport       | 0:0      | 1:1       |

## Final
Das Finalspiel fand am 15. April 1974 im Stadion Wankdorf in Bern statt.
| Paarung         | FC Sion – Neuchâtel Xamax |
| Ergebnis        | 3:2 (3:0) |
| Datum           | 15. April 1974 um 15:00 Uhr |
| Stadion         | Stadion Wankdorf, Bern |
| Zuschauer       | 28.083 |
| Schiedsrichter  | Hans Wieland (Grenchen) |
| Tore            | 1:0 Luttrop (7., Foulelfer) 2:0 Barberis (14.) 3:0 Pillet (43.) 3:1 Elsig (84.) 3:2 Mathez (87.)                               |
| FC Sion         | Donzé, Valentini, Trinchero, Bajić, Dayen, Herrmann, Barberis, Luttrop, Pillet, Luisier, López Cheftrainer: Miroslav Blažević  |
| Neuchâtel Xamax | Biaggi, Claude (63. Steiger), Mantoan, Citherlet, Kroemer, Blusch, Richard, Bonny, Rub, Mathez, Elsig Cheftrainer: Law Mantula |